# The Record
The Record — дебютный студийный альбом американской хардкор-панк группы Fear, выпущенный 16 мая 1982 года на лейбле Slash Records. Он был спродюсирован Гэри Любоу. Альбом был переиздан на CD в 2007 году с синглом «Fuck Christmas» в качестве бонус-трека. Группа полностью перезаписала альбом и выпустила его под названием The Fear Record в 2012 году.

## Отзывы критики
| Оценки критиков   | Оценки критиков |
| Источник          | Оценка          |
| ----------------- | --------------- |
| AllMusic          | [ 1 ]           |
| Record Collector  | [ 2 ]           |
| The Village Voice | C+              |

Альбом считается лучшим альбомом Fear и классическим альбомом лос-анджелесской хардкор-панк сцены 1980-х годов. Он получил в основном положительные отзывы, а Марк Деминг из AllMusic оценил альбом в 4,5 из 5 звезд и заявил, что «вполне логично, что Джон Белуши был большим поклонником Fear, потому что „The Record“ звучит как панк-эквивалент фильма „Зверинец“ — грубый, оскорбительный, часто упивающийся собственным невежеством, но довольно занимательный на неинтеллектуальном уровне, пока он длится». Он также заявил, что у Fear была «довольно уникальная перспектива — они, похоже, приняли панк как эффективный способ разозлить всех вокруг, и невозможно спорить, что они достигли своих целей с блеском на своем первом и лучшем альбоме The Record». Марк Ригби из Record Collector назвал его «вероятно, самым захватывающим и впечатляющим, одномерным, плохо воспитанным, отвратительным, одиозным альбомом „ненависти“ из когда-либо созданных».

## Наследие
Курт Кобейн включил его в список 50 лучших альбомов всех времен.
Вокалист/ритм-гитарист Ли Винг в 2013 году дал интервью о записи оригинального альбома в документальном фильме Дэйва Грола «Город звука».
Басист Guns N’ Roses Дафф Маккаган выбрал песню «We Destroy the Family» для своего списка 2016 года «10 лучших панк-песен» и сказал: «Дебютный альбом Fear „The Record“ до сих пор играет за кулисами перед моим выступлением».
Песня «Let’s Have a War» была включена в альбом саундтреков к фильму «Конфискатор» и была перепета группой A Perfect Circle на альбоме eMOTIVe. Она также была исполнена группой Course of Empire на мини-альбоме Infested.

## Список композиций
Слова и музыка всех песен — Ли Винга, кроме отмеченных.
| №  | Название                                             | Длительность |
| -- | ---------------------------------------------------- | ------------ |
| 1. | «Let's Have a War» (написана Вингом и Фило Крамером) | 2:19         |
| 2. | «Beef Boloney»                                       | 1:47         |
| 3. | «Camarillo» (написана Вингом и Крамером)             | 1:11         |
| 4. | «I Don't Care About You»                             | 1:59         |
| 5. | «New York's Alright If You Like Saxophones»          | 2:08         |
| 6. | «Gimme Some Action»                                  | 0:59         |
| 7. | «Foreign Policy»                                     | 2:14         |

| №                   | Название | Длительность |
| ------------------- | --- | ------------ |
| 1.                  | «We Destroy the Family» (написана Вингом и Крамером)                                                          | 1:54         |
| 2.                  | «I Love Livin' in the City»                                                                                   | 2:05         |
| 3.                  | «Disconnected»                                                                                                | 2:07         |
| 4.                  | «We Got to Get Out of This Place» (написана Барри Манном, Синтией Вайль; первоначально исполнена The Animals) | 2:38         |
| 5.                  | «Fresh Flesh» (написана Вингом и Дерфом Скретчем)                                                             | 1:44         |
| 6.                  | «Getting the Brush» (написана Скретчем)                                                                       | 2:32         |
| 7.                  | «No More Nothing»                                                                                             | 1:31         |
| Общая длительность: | Общая длительность:                                                                                           | 27:03        |

| №   | Название                                                         | Длительность |
| --- | ---------------------------------------------------------------- | ------------ |
| 15. | «Fuck Christmas» (написана Крамером; из сингла "Fuck Christmas") | 0:44         |

## The Fear Record
| Оценки критиков | Оценки критиков |
| Источник        | Оценка          |
| --------------- | --------------- |
| AllMusic        | [ 7 ]           |

В июне 2012 года новый состав Fear полностью перезаписал The Record. С немного изменённой последовательностью треков он был выпущен на The End Records 6 ноября 2012 года. Из-за сексизма таких песен, как «Beef Boloney» и гомофобии песни «New York’s Alright If You Like Saxophones», некоторые тексты были изменены для ремейков. Перезаписанный альбом получил в основном негативные отзывы как от критиков, так и от поклонников. Джейсон Лаймангровер из AllMusic оценил его в 2,5 из 5 звезд и сказал: «Причина, по которой это было сделано, является полной загадкой. Очевидно, что версия 80-х — это то, что нужно. Это идеальный снимок самой сопливой группы панк-движения, приманивающей всех и вся вокруг себя». Он также сказал, что «финансы сыграли на роспуске группы раньше, так что есть большая вероятность, что эта версия была придумана как способ нажиться. Даже если причины более невинные, и Винг верил, что время, проведенное им в живом исполнении гитарных партий на протяжении трех десятилетий, поможет ему обновить свой шедевр, времена изменились».

### Список композиций
Слова и музыка всех песен — Винга, кроме отмеченных.
| №                   | Название                                                                                   | Длительность |
| ------------------- | ------------------------------------------------------------------------------------------ | ------------ |
| 1.                  | «I Love Livin' in the City»                                                                | 2:01         |
| 2.                  | «New York's Alright If You Like Saxophones»                                                | 2:23         |
| 3.                  | «I Don't Care About You»                                                                   | 1:50         |
| 4.                  | «Let's Have a War» (написана Вингом и Крамером)                                            | 2:22         |
| 5.                  | «Gimme Some Action»                                                                        | 1:01         |
| 6.                  | «Foreign Policy»                                                                           | 0:59         |
| 7.                  | «Beef Boloney»                                                                             | 2:09         |
| 8.                  | «We Destroy the Family» (написана Вингом и Крамером)                                       | 1:52         |
| 9.                  | «Camarillo» (написана Вингом и Крамером)                                                   | 1:09         |
| 10.                 | «Disconnected»                                                                             | 2:08         |
| 11.                 | «We Got to Get Out of This Place» (написана Манном и Вайль; впервые исполнена The Animals) | 2:38         |
| 12.                 | «Fresh Flesh» (написана Вингом и Скретчем)                                                 | 1:44         |
| 13.                 | «Getting the Brush» (написана Скретчем)                                                    | 2:32         |
| 14.                 | «No More Nothing»                                                                          | 1:31         |
| Общая длительность: | Общая длительность:                                                                        | 27:21        |

## Участники записи

### Оригинальная версия
- Ли Винг[англ.] — ведущий вокал, ритм-гитара, бас на «New York’s Alright If You Like Saxophones»
- Фило Крамер[англ.] — соло-гитара, бэк-вокал
- Дерф Скретч[англ.] — бас-гитара, бэк-вокал, саксофон, ритм-гитара в «New York’s Alright If You Like Saxophones», ведущий вокал в «Getting the Brush»
- Spit Stix[англ.] — ударные

Производственный персонал
- Гари Любоу — продюсер
- Брюс Баррис — звукорежиссёр
- Geza X[англ.] — микширование
- Грег Ли — мастеринг
- Барбара Биро Винг — фотография

### Перезапись
- Ли Винг — вокал, ритм-гитара
- Дэйв Старк — соло-гитара, бэк-вокал
- Пол Лерма — бас, бэк-вокал
- Эндрю Хаймес — ударные

Дополнительные исполнители
- Дэвид Уркитти — саксофон на «New York’s Alright If You Like Saxophones»

Производственный персонал
- Fear — продюсеры
- Джон Лусто, Эндрю Джеймиз — звукорежиссёры
- Билл Стивенсон[англ.] — микширвоание
- Джейсон Ливермор — мастеринг
- Синтия Коррел — фотография